# Jacek Jurczakowski
Jacek Wojciech Jurczakowski (ur. 8 lipca 1949) – społecznik i bibliofil, dyrektor Zakładu Działalności Pomocniczej łódzkiego oddziału Polskiej Akademii Nauk.

## Życiorys
Jurczakowski jest miłośnikiem i propagatorem łódzkiej kultury i nauki. Działa jako harcmistrz w Związku Harcerstwa Polskiego oraz działa w Fundacji im. Tomasza Jakuba Michalskiego. Od 2004 społecznie pełni funkcję Prezesa Fundacji Badań Radiacyjnych. oraz współpracuje z kręgiem Seniora i Stowarzyszeniem Szarych Szeregów. Od 2007 jest wiceprezesem i wieloletnim członkiem Zarządu Łódzkiego Towarzystwa Przyjaciół Książki. W 2011 zorganizował w Warszawie wystawę pt. „Z bogactwa Ziemi Obiecanej”. Pełni funkcję dyrektora Zakładu Działalności Pomocniczej łódzkiego oddziału Polskiej Akademii Nauk. Ponadto jest kolekcjonerem książek o dworach, arystokracji i powstaniu styczniowym.

## Odznaczenia
- Odznaka „Za zasługi dla miasta Łodzi” (2013)[5]
- Odznaka honorowa „Zasłużony dla Kultury Polskiej” (2017)[7]